# Rhaconotus badius
Rhaconotus badius är en stekelart som beskrevs av Marsh 1976. Rhaconotus badius ingår i släktet Rhaconotus och familjen bracksteklar. Inga underarter finns listade i Catalogue of Life.